# 神戸愉樹美
神戸 愉樹美（かんべ ゆきみ、1948年10月1日 - ）は、日本の古楽器演奏家。神奈川県出身。

## 人物・来歴
教員一家に生まれる。フェリス女学院短期大学音楽科卒。学生時代は、ヴァイオリンを専攻し、久保田良作に師事する。短大卒業後、バーゼル・スコラ・カントルムに留学。ここで古楽器を学び、古楽器専攻でディプロムを取得。特にビオラ・ダ・ガンバを学ぶ。ハーグ王立音楽院留学。大橋敏成、H・L･ミュラー、W･クイケンに師事。

## 音楽活動
1976年に帰国してからは、リサイタル、レコーディング、テレビ番組などに出演して古楽奏者として活躍。また、古楽器演奏家の仲間と、神奈川県内で『プロ・ムジクス神奈川』というグループを結成し、教会などを会場にして演奏会を開き、ルネサンス･バロック音楽の普及に務める。
1998年以降、つくば古典音楽合唱団のコンサートミストレス、1999年から明治学院大学バッハアカデミー同人、国立音楽大学、フェリス女学院音楽学部講師を務めると共に、1983年以降、自ら『神戸愉樹美ヴィオラ･ダ･ガンバ合奏団』を結成し、演奏活動を行っている。